# United States Department of Justice Office of Special Counsel
L’Office of Special Counsel est une division du département de la Justice américain (DoJ) qui est chargé d'enquêter sur des individus occupant des postes importants dans le gouvernement fédéral américain ou sur des organisations chargées de campagnes électorales présidentielles. Le Special Counsel est un procureur à la tête de la division, qui ne peut occuper le poste de procureur général des États-Unis et qui fait rapport de ses travaux au Congrès des États-Unis en vertu du U.S. Code, Title 28.
Depuis 1999, l’Office of Special Counsel, par la règle 28 CFR Part 600 du DoJ, remplace l’Office of the Independent Counsel. Ses règles de fonctionnement ont été rédigées par l'ancien avocat général des États-Unis Neal Katyal (en).

## Histoire
En 1978, un Congrès des États-Unis à majorité démocrate aspire à réduire les pouvoirs du président des États-Unis et de haut responsables du gouvernement fédéral américain à la suite entre autres du scandale du Watergate et du massacre du samedi soir. Les démocrates rédigent et votent en faveur de l'Ethics in Government Act (en) de 1978, créant ainsi la fonction de procureur spécial (appelé plus tard Independent Counsel), qui peut être chargé par le Congrès des États-Unis ou le procureur général des États-Unis d'enquêter sur des individus occupant ou ayant occupé des postes importants dans le gouvernement fédéral américain, ainsi que sur des organisations dirigeant des campagnes électorales présidentielles.